# Ferulinska kiselina
Ferulinska kiselina je organsko jedinjenje, koje sadrži 10 atoma ugljenika i ima molekulsku masu od 194,184 .

## Osobine
| Osobina                  | Vrednost |
| ------------------------ | -------- |
| Broj akceptora vodonika  | 4        |
| Broj donora vodonika     | 2        |
| Broj rotacionih veza     | 3        |
| Particioni koeficijent ( | 1,7      |
| Rastvorljivost (logS, log(mol/L))       | -2,1     |
| Polarna površina (PSA, Å2)  | 66,8     |

## Prisutnost u prirodi
Ferulinska kiselina je sveprisutna u biljnom carstvu, uključujući i brojne biljne izvore. Javlja se u posebno visokim koncentracijama u kokicama i izdancima bambusa.  On je glavni metabolit hlorogenskih kiselina kod ljudi, zajedno sa kafeinskom i izoferulinskom kiselinom, i apsorbuje se u tankom crijevu, dok se drugi metaboliti poput dihidroferulinske kiseline, feruloilglicina i dihidroferulinske kiseline sulfat proizvode iz hlorogenske kiseline u debelom crevu djelovanjem crevne flore. 
Kod žitarica, ferulinska kiselina je lokalizovana u mekinjama – tvrdom spoljašnjem sloju zrna. Kod pšenice, fenolna jedinjenja se uglavnom nalaze u obliku nerastvorljive vezane ferulinske kiseline i mogu biti relevantna za otpornost na gljivične bolesti pšenice.  Najveća poznata koncentracija ferulinskog glukozida pronađena je u lanenom semenu ( 4,1±0,2 g/kg ).  Takođe se nalazi u zrnu ječma. 
Biljke asteroida eudikota takođe mogu proizvoditi ferulinsku kiselinu. Čaj skuvan od listova jakona (Smallanthus sonchifolius), biljke koja se tradicionalno gaji u sjevernim i centralnim Andima, sadrži količine ferulinske kiseline. Kod mahunarki, sorta bijelog pasulja ( morski pasulj) je najbogatiji izvor ferulinske kiseline među sortama običnog pasulja (Phaseolus vulgaris).  Takođe se nalazi u konjskim gramovima ( Macrotyloma uniflorum ).
Iako u prirodi postoji mnogo izvora ferulinske kiseline, njena bioraspoloživost zavisi od oblika u kojem je prisutna: slobodna ferulinska kiselina ima ograničenu rastvorljivost u vodi, a samim tim i lošu bioraspoloživost. U zrnu pšenice, ferulinska kiselina se nalazi vezana za polisaharide ćelijskog zida, što omogućava njeno oslobađanje i apsorpciju u tankom crevu. 

### U prerađenoj hrani
Kuvani kukuruz šećerac oslobađa povećane nivoe ferulinske kiseline.  Kao estri biljnih sterola, ovo jedinjenje se prirodno nalazi u ulju od pirinčanih mekinja, popularnom ulju za kuvanje u nekoliko azijskih zemalja. 
Ferulinska kiselina glukozid se može naći u komercijalnim hljebovima koji sadrže laneno seme.  Raženi hljeb sadrži dehidrodimere ferulinske kiseline. 

## Literatura
- Clayden, Jonathan; Greeves, Nick; Warren, Stuart; Wothers, Peter (2001). Organic Chemistry (I изд.). Oxford University Press. ISBN 978-0-19-850346-0.
- Smith, Michael B.; March, Jerry (2007). Advanced Organic Chemistry: Reactions, Mechanisms, and Structure (6th изд.). New York: Wiley-Interscience. ISBN 0-471-72091-7.
- Katritzky A.R.; Pozharskii A.F. (2000). Handbook of Heterocyclic Chemistry (Second изд.). Academic Press. ISBN 0080429882.